# オリンピックのフィギュアスケート競技・メダリスト一覧
オリンピックのフィギュアスケート競技・メダリスト一覧（オリンピックのフィギュアスケートきょうぎ・メダリストいちらん）は、1908年から2022年までのオリンピックフィギュアスケート競技におけるメダリストの一覧である。

## 男子シングル
| 大会名                              | 金                                                    | 銀                                          | 銅                                            |
| ----------------------------------- | ----------------------------------------------------- | ------------------------------------------- | --------------------------------------------- |
| 1908 ロンドン                       | ウルリッヒ・サルコウ スウェーデン (SWE)               | リカルト・ヨハンソン スウェーデン (SWE)     | ペル・トーレン スウェーデン (SWE)             |
| 1920 アントワープ                   | ギリス・グラフストローム スウェーデン (SWE)           | アンドレアス・クログ ノルウェー (NOR)       | マルティン・スティクスルート ノルウェー (NOR) |
| 1924 シャモニー                     | ギリス・グラフストローム スウェーデン (SWE)           | ウィリー・ベックル オーストリア (AUT)       | ジョルジュ・ゴーチ スイス (SUI)               |
| 1928 サンモリッツ                   | ギリス・グラフストローム スウェーデン (SWE)           | ウィリー・ベックル オーストリア (AUT)       | ロベルト・ファン・ゼーベレック ベルギー (BEL) |
| 1932 レークプラシッド               | カール・シェーファー オーストリア (AUT)               | ギリス・グラフストローム スウェーデン (SWE) | モントゴメリー・ウィルソン カナダ (CAN)       |
| 1936 ガルミッシュ・パルテンキルヘン | カール・シェーファー オーストリア (AUT)               | エルンスト・バイアー ドイツ (GER)           | フェリックス・カスパー オーストリア (AUT)     |
| 1948 サンモリッツ                   | ディック・バトン アメリカ合衆国 (USA)                 | ハンス・ゲルシュビラー スイス (SUI)         | エディ・ラダ オーストリア (AUT)               |
| 1952 オスロ                         | ディック・バトン アメリカ合衆国 (USA)                 | ヘルムート・ザイブト オーストリア (AUT)     | ジェームズ・グローガン アメリカ合衆国 (USA)   |
| 1956 コルティナダンペッツォ         | ヘイス・アラン・ジェンキンス アメリカ合衆国 (USA)     | ロナルド・ロバートソン アメリカ合衆国 (USA) | デヴィッド・ジェンキンス アメリカ合衆国 (USA) |
| 1960 スコーバレー                   | デヴィッド・ジェンキンス アメリカ合衆国 (USA)         | カロル・ディビン チェコスロバキア (TCH)     | ドナルド・ジャクソン カナダ (CAN)             |
| 1964 インスブルック                 | マンフレート・シュネルドルファー 東西統一ドイツ (EUA) | アラン・カルマ フランス (FRA)               | スコット・アレン アメリカ合衆国 (USA)         |
| 1968 グルノーブル                   | ヴォルフガング・シュヴァルツ オーストリア (AUT)       | ティモシー・ウッド アメリカ合衆国 (USA)     | パトリック・ペラ フランス (FRA)               |
| 1972 札幌                           | オンドレイ・ネペラ チェコスロバキア (TCH)             | セルゲイ・チェトベルヒン ソビエト連邦 (URS) | パトリック・ペラ フランス (FRA)               |
| 1976 インスブルック                 | ジョン・カリー イギリス (GBR)                         | ウラジミール・コバリョフ ソビエト連邦 (URS) | トーラー・クランストン カナダ (CAN)           |
| 1980 レークプラシッド               | ロビン・カズンズ イギリス (GBR)                       | ヤン・ホフマン 東ドイツ (GDR)               | チャールズ・ティックナー アメリカ合衆国 (USA) |
| 1984 サラエボ                       | スコット・ハミルトン アメリカ合衆国 (USA)             | ブライアン・オーサー カナダ (CAN)           | ヨゼフ・サボフチク チェコスロバキア (TCH)     |
| 1988 カルガリー                     | ブライアン・ボイタノ アメリカ合衆国 (USA)             | ブライアン・オーサー カナダ (CAN)           | ヴィクトール・ペトレンコ ソビエト連邦 (URS)   |
| 1992 アルベールビル                 | ヴィクトール・ペトレンコ EUN (EUN)                    | ポール・ワイリー アメリカ合衆国 (USA)       | ペトル・バルナ チェコスロバキア (TCH)         |
| 1994 リレハンメル                   | アレクセイ・ウルマノフ ロシア (RUS)                   | エルビス・ストイコ カナダ (CAN)             | フィリップ・キャンデロロ フランス (FRA)       |
| 1998 長野                           | イリヤ・クーリック ロシア (RUS)                       | エルビス・ストイコ カナダ (CAN)             | フィリップ・キャンデロロ フランス (FRA)       |
| 2002 ソルトレイクシティ             | アレクセイ・ヤグディン ロシア (RUS)                   | エフゲニー・プルシェンコ ロシア (RUS)       | ティモシー・ゲーブル アメリカ合衆国 (USA)     |
| 2006 トリノ                         | エフゲニー・プルシェンコ ロシア (RUS)                 | ステファン・ランビエール スイス (SUI)       | ジェフリー・バトル カナダ (CAN)               |
| 2010 バンクーバー                   | エヴァン・ライサチェク アメリカ合衆国 (USA)           | エフゲニー・プルシェンコ ロシア (RUS)       | 髙橋大輔 日本 (JPN)                           |
| 2014 ソチ                           | 羽生結弦 日本 (JPN)                                   | パトリック・チャン カナダ (CAN)             | デニス・テン カザフスタン (KAZ)               |
| 2018 平昌                           | 羽生結弦 日本 (JPN)                                   | 宇野昌磨 日本 (JPN)                         | ハビエル・フェルナンデス スペイン (ESP)       |
| 2022 北京                           | ネイサン・チェン アメリカ合衆国 (USA)                 | 鍵山優真 日本 (JPN)                         | 宇野昌磨 日本 (JPN)                           |

## 男子スペシャルフィギュア
| 大会名        | 金                            | 銀                                | 銅                                      |
| ------------- | ----------------------------- | --------------------------------- | --------------------------------------- |
| 1908 ロンドン | ニコライ・パニン ロシア (RUS) | アーサー・カミング イギリス (GBR) | ジェフリー・ホール＝セイ イギリス (GBR) |

## 女子シングル
| 大会名                              | 金                                                    | 銀                                                            | 銅                                            |
| ----------------------------------- | ----------------------------------------------------- | ------------------------------------------------------------- | --------------------------------------------- |
| 1908 ロンドン                       | マッジ・サイアーズ イギリス (GBR)                     | エルザ・レントシュミット ドイツ (GER)                         | ドロシー・グリーンハウ＝スミス イギリス (GBR) |
| 1920 アントワープ                   | マグダ・ユーリン スウェーデン (SWE)                   | スベア・ノーレン スウェーデン (SWE)                           | テレサ・ウェルド アメリカ合衆国 (USA)         |
| 1924 シャモニー                     | ヘルマ・サボー オーストリア (AUT)                     | ベアトリクス・ローラン アメリカ合衆国 (USA)                   | エセル・ミューケルト イギリス (GBR)           |
| 1928 サンモリッツ                   | ソニア・ヘニー ノルウェー (NOR)                       | フリーツィ・ブルガー オーストリア (AUT)                       | ベアトリクス・ローラン アメリカ合衆国 (USA)   |
| 1932 レークプラシッド               | ソニア・ヘニー ノルウェー (NOR)                       | フリーツィ・ブルガー オーストリア (AUT)                       | マリベル・ビンソン アメリカ合衆国 (USA)       |
| 1936 ガルミッシュ・パルテンキルヘン | ソニア・ヘニー ノルウェー (NOR)                       | セシリア・カレッジ イギリス (GBR)                             | ビビ＝アンネ・フルテン スウェーデン (SWE)     |
| 1948 サンモリッツ                   | バーバラ・アン・スコット カナダ (CAN)                 | エバ・パブリック オーストリア (AUT)                           | ジャネット・アルウェッグ イギリス (GBR)       |
| 1952 オスロ                         | ジャネット・アルウェッグ イギリス (GBR)               | テンリー・オルブライト アメリカ合衆国 (USA)                   | ジャクリーヌ・デュ・ビエフ フランス (FRA)     |
| 1956 コルティナダンペッツォ         | テンリー・オルブライト アメリカ合衆国 (USA)           | キャロル・ヘイス アメリカ合衆国 (USA)                         | イングリート・ヴェンドル オーストリア (AUT)   |
| 1960 スコーバレー                   | キャロル・ヘイス アメリカ合衆国 (USA)                 | ショーケ・ディクストラ オランダ (NED)                         | バーバラ・ロールズ アメリカ合衆国 (USA)       |
| 1964 インスブルック                 | ショーケ・ディクストラ オランダ (NED)                 | レギーネ・ハイツァー オーストリア (AUT)                       | ペトラ・ブルカ カナダ (CAN)                   |
| 1968 グルノーブル                   | ペギー・フレミング アメリカ合衆国 (USA)               | ガブリエル・ザイフェルト 東ドイツ (GDR)                       | ハナ・マシュコヴァー チェコスロバキア (TCH)   |
| 1972 札幌                           | ベアトリクス・シューバ オーストリア (AUT)             | カレン・マグヌセン カナダ (CAN)                               | ジャネット・リン アメリカ合衆国 (USA)         |
| 1976 インスブルック                 | ドロシー・ハミル アメリカ合衆国 (USA)                 | ディアンネ・デ・レーブ オランダ (NED)                         | クリスティーネ・エラート 東ドイツ (GDR)       |
| 1980 レークプラシッド               | アネット・ペッチ 東ドイツ (GDR)                       | リンダ・フラチアニ アメリカ合衆国 (USA)                       | ダグマル・ルルツ 西ドイツ (FRG)               |
| 1984 サラエボ                       | カタリナ・ヴィット 東ドイツ (GDR)                     | ロザリン・サムナーズ アメリカ合衆国 (USA)                     | キラ・イワノワ ソビエト連邦 (URS)             |
| 1988 カルガリー                     | カタリナ・ヴィット 東ドイツ (GDR)                     | エリザベス・マンリー カナダ (CAN)                             | デヴィ・トーマス アメリカ合衆国 (USA)         |
| 1992 アルベールビル                 | クリスティー・ヤマグチ アメリカ合衆国 (USA)           | 伊藤みどり 日本 (JPN)                                         | ナンシー・ケリガン アメリカ合衆国 (USA)       |
| 1994 リレハンメル                   | オクサナ・バイウル ウクライナ (UKR)                   | ナンシー・ケリガン アメリカ合衆国 (USA)                       | 陳露 中国 (CHN)                               |
| 1998 長野                           | タラ・リピンスキー アメリカ合衆国 (USA)               | ミシェル・クワン アメリカ合衆国 (USA)                         | 陳露 中国 (CHN)                               |
| 2002 ソルトレイクシティ             | サラ・ヒューズ アメリカ合衆国 (USA)                   | イリーナ・スルツカヤ ロシア (RUS)                             | ミシェル・クワン アメリカ合衆国 (USA)         |
| 2006 トリノ                         | 荒川静香 日本 (JPN)                                   | サーシャ・コーエン アメリカ合衆国 (USA)                       | イリーナ・スルツカヤ ロシア (RUS)             |
| 2010 バンクーバー                   | 金妍兒 韓国 (KOR)                                     | 浅田真央 日本 (JPN)                                           | ジョアニー・ロシェット カナダ (CAN)           |
| 2014 ソチ                           | アデリナ・ソトニコワ ロシア (RUS)                     | 金妍兒 韓国 (KOR)                                             | カロリーナ・コストナー イタリア (ITA)         |
| 2018 平昌                           | アリーナ・ザギトワ ロシアからのオリンピック選手 (OAR) | エフゲニア・メドベージェワ ロシアからのオリンピック選手 (OAR) | ケイトリン・オズモンド カナダ (CAN)           |
| 2022 北京                           | アンナ・シェルバコワ ロシアオリンピック委員会 (ROC)   | アレクサンドラ・トゥルソワ ロシアオリンピック委員会 (ROC)     | 坂本花織 日本 (JPN)                           |

## ペア
| 大会名                              | 金                                                                   | 銀                                                                               | 銅                                                                                   |
| ----------------------------------- | -------------------------------------------------------------------- | -------------------------------------------------------------------------------- | ------------------------------------------------------------------------------------ |
| 1908 ロンドン                       | アンナ・ヒュブラー and ハインリヒ・ブルガー ドイツ (GER)             | フィリス・ジョンソン and ジェームズ・ジョンソン イギリス (GBR)                   | マッジ・サイアーズ and エドガー・サイアーズ イギリス (GBR)                           |
| 1920 アントワープ                   | ルドビカ・ヤコブソン and ウォルター・ヤコブソン フィンランド (FIN)   | アレクシア・ブリン and イングバル・ブリン ノルウェー (NOR)                       | フィリス・ジョンソン and ベージル・ウィリアムズ イギリス (GBR)                       |
| 1924 シャモニー                     | ヘレーネ・エンゲルマン and アルフレート・ベルガー オーストリア (AUT) | ルドビカ・ヤコブソン and ウォルター・ヤコブソン フィンランド (FIN)               | アンドレ・ジョリー and ピエール・ブリュネ フランス (FRA)                             |
| 1928 サンモリッツ                   | アンドレ・ジョリー and ピエール・ブリュネ フランス (FRA)             | リリー・ショルツ and オットー・カイザー オーストリア (AUT)                       | メリタ・ブルナー and ルードビヒ・ブレーデ オーストリア (AUT)                         |
| 1932 レークプラシッド               | アンドレ・ブリュネ and ピエール・ブリュネ フランス (FRA)             | ベアトリクス・ローラン and シャーウィン・バジャー アメリカ合衆国 (USA)           | ロッテル・エミーリア and ソラーシュ・ラースロー ハンガリー (HUN)                     |
| 1936 ガルミッシュ・パルテンキルヘン | マキシ・ヘルバー and エルンスト・バイアー ドイツ (GER)               | イルゼ・パウージン and エーリヒ・パウージン オーストリア (AUT)                   | ロッテル・エミーリア and ソラーシュ・ラースロー ハンガリー (HUN)                     |
| 1948 サンモリッツ                   | ミシュリーヌ・ラノア and ピエール・ボーニエ ベルギー (BEL)           | ケーケシ・アンドレア and キラーイ・エデ ハンガリー (HUN)                         | スザンヌ・モロー and ウォーリス・ディーステルマイヤー カナダ (CAN)                   |
| 1952 オスロ                         | リア・ファルク and パウル・ファルク 西ドイツ (FRG)                   | キャロル・ケネディ and ピーター・ケネディ アメリカ合衆国 (USA)                   | ナジ・マリアンナ and ナジ・ラースロー ハンガリー (HUN)                               |
| 1956 コルティナダンペッツォ         | エリザベート・シュバルツ and クルト・オッペルト オーストリア (AUT)   | フランセス・ダフォ and ノリス・ボーデン カナダ (CAN)                             | ナジ・マリアンナ and ナジ・ラースロー ハンガリー (HUN)                               |
| 1960 スコーバレー                   | バーバラ・ワグナー and ロバート・ポール カナダ (CAN)                 | マリカ・キリウス and ハンス＝ユルゲン・ボイムラー 東西統一ドイツ (EUA)           | ナンシー・ルディントン and ロナルド・ルディントン アメリカ合衆国 (USA)               |
| 1964 インスブルック                 | リュドミラ・ベルソワ and オレグ・プロトポポフ ソビエト連邦 (URS)     | マリカ・キリウス and ハンス＝ユルゲン・ボイムラー 東西統一ドイツ (EUA)           | ヴィヴィアン・ジョゼフ and ロナルド・ジョゼフ アメリカ合衆国 (USA)                   |
| 1964 インスブルック                 | リュドミラ・ベルソワ and オレグ・プロトポポフ ソビエト連邦 (URS)     | デビー・ウィルクス and ギー・レベル カナダ (CAN)                                 | ヴィヴィアン・ジョゼフ and ロナルド・ジョゼフ アメリカ合衆国 (USA)                   |
| 1968 グルノーブル                   | リュドミラ・ベルソワ and オレグ・プロトポポフ ソビエト連邦 (URS)     | タチヤナ・ジュク and アレクサンドル・ゴレリク ソビエト連邦 (URS)                 | マーゴット・グロクシュバー and ヴォルフガング・ダンネ 西ドイツ (FRG)                 |
| 1972 札幌                           | イリーナ・ロドニナ and アレクセイ・ウラノフ ソビエト連邦 (URS)       | リュドミラ・スミルノワ and アンドレイ・スライキン ソビエト連邦 (URS)             | マヌエラ・グロス and ウーベ・カゲルマン 東ドイツ (GDR)                               |
| 1976 インスブルック                 | イリーナ・ロドニナ and アレクサンドル・ザイツェフ ソビエト連邦 (URS) | ロミー・ケルマー and ロルフ・エステルライヒ 東ドイツ (GDR)                       | マヌエラ・グロス and ウーベ・カゲルマン 東ドイツ (GDR)                               |
| 1980 レークプラシッド               | イリーナ・ロドニナ and アレクサンドル・ザイツェフ ソビエト連邦 (URS) | マリナ・チェルカソワ and セルゲイ・シャフライ ソビエト連邦 (URS)                 | マヌエラ・マガー and ウーベ・ベーベルスドルフ 東ドイツ (GDR)                         |
| 1984 サラエボ                       | エレーナ・ワロワ and オレグ・ワシリエフ ソビエト連邦 (URS)           | キティ・カルザース and ピーター・カルザース アメリカ合衆国 (USA)                 | ラリサ・セレズネワ and オレグ・マカロフ ソビエト連邦 (URS)                           |
| 1988 カルガリー                     | エカテリーナ・ゴルデーワ and セルゲイ・グリンコフ ソビエト連邦 (URS) | エレーナ・ワロワ and オレグ・ワシリエフ ソビエト連邦 (URS)                       | ジル・ワトソン and ピーター・オペガード アメリカ合衆国 (USA)                         |
| 1992 アルベールビル                 | ナタリヤ・ミシュクテノク and アルトゥール・ドミトリエフ EUN (EUN)    | エレーナ・ベチケ and デニス・ペトロフ EUN (EUN)                                  | イザベル・ブラスール and ロイド・アイスラー カナダ (CAN)                             |
| 1994 リレハンメル                   | エカテリーナ・ゴルデーワ and セルゲイ・グリンコフ ロシア (RUS)       | ナタリヤ・ミシュクテノク and アルトゥール・ドミトリエフ ロシア (RUS)             | イザベル・ブラスール and ロイド・アイスラー カナダ (CAN)                             |
| 1998 長野                           | オクサナ・カザコワ and アルトゥール・ドミトリエフ ロシア (RUS)       | エレーナ・ベレズナヤ and アントン・シハルリドゼ ロシア (RUS)                     | マンディ・ベッツェル and インゴ・シュトイアー ドイツ (GER)                           |
| 2002 ソルトレイクシティ             | エレーナ・ベレズナヤ and アントン・シハルリドゼ ロシア (RUS)         | 該当組なし                                                                       | 申雪 and 趙宏博 中国 (CHN)                                                           |
| 2002 ソルトレイクシティ             | ジェイミー・サレー and デヴィッド・ペルティエ カナダ (CAN)           | 該当組なし                                                                       | 申雪 and 趙宏博 中国 (CHN)                                                           |
| 2006 トリノ                         | タチアナ・トトミアニナ and マキシム・マリニン ロシア (RUS)           | 張丹 and 張昊 中国 (CHN)                                                         | 申雪 and 趙宏博 中国 (CHN)                                                           |
| 2010 バンクーバー                   | 申雪 and 趙宏博 中国 (CHN)                                           | 龐清 and 佟健 中国 (CHN)                                                         | アリオナ・サフチェンコ and ロビン・ゾルコーヴィ ドイツ (GER)                         |
| 2014 ソチ                           | タチアナ・ボロソジャル and マキシム・トランコフ ロシア (RUS)         | クセニヤ・ストルボワ and ヒョードル・クリモフ ロシア (RUS)                       | アリオナ・サフチェンコ and ロビン・ゾルコーヴィ ドイツ (GER)                         |
| 2018 平昌                           | アリオナ・サフチェンコ and ブリュノ・マッソ ドイツ (GER)             | 隋文静 and 韓聰 中国 (CHN)                                                       | メーガン・デュハメル and エリック・ラドフォード カナダ (CAN)                         |
| 2022 北京                           | 隋文静 and 韓聰 中国 (CHN)                                           | エフゲーニヤ・タラソワ and ウラジミール・モロゾフ ロシアオリンピック委員会 (ROC) | アナスタシヤ・ミーシナ and アレクサンドル・ガリャモフ ロシアオリンピック委員会 (ROC) |

## アイスダンス
| 大会名                  | 金                                                                     | 銀                                                                               | 銅                                                                   |
| ----------------------- | ---------------------------------------------------------------------- | -------------------------------------------------------------------------------- | -------------------------------------------------------------------- |
| 1976 インスブルック     | リュドミラ・パホモワ and アレクサンドル・ゴルシコフ ソビエト連邦 (URS) | イリーナ・モイセーワ and アンドレイ・ミネンコフ ソビエト連邦 (URS)               | コリーン・オコーナー and ジェームズ・ミルンズ アメリカ合衆国 (USA)   |
| 1980 レークプラシッド   | ナタリア・リニチュク and ゲンナジー・カルポノソフ ソビエト連邦 (URS)   | レゲーツィ・クリスチナ and シャライ・アンドラーシュ ハンガリー (HUN)             | イリーナ・モイセーワ and アンドレイ・ミネンコフ ソビエト連邦 (URS)   |
| 1984 サラエボ           | ジェーン・トービル and クリストファー・ディーン イギリス (GBR)         | ナタリア・ベステミアノワ and アンドレイ・ブキン ソビエト連邦 (URS)               | マリナ・クリモワ and セルゲイ・ポノマレンコ ソビエト連邦 (URS)       |
| 1988 カルガリー         | ナタリア・ベステミアノワ and アンドレイ・ブキン ソビエト連邦 (URS)     | マリナ・クリモワ and セルゲイ・ポノマレンコ ソビエト連邦 (URS)                   | トレイシー・ウィルソン and ロバート・マッコール カナダ (CAN)         |
| 1992 アルベールビル     | マリナ・クリモワ and セルゲイ・ポノマレンコ EUN (EUN)                  | イザベル・デュシュネー and ポール・デュシュネー フランス (FRA)                   | マイア・ウソワ and アレクサンドル・ズーリン EUN (EUN)                |
| 1994 リレハンメル       | パーシャ・グリシュク and エフゲニー・プラトフ ロシア (RUS)             | マイア・ウソワ and アレクサンドル・ズーリン ロシア (RUS)                         | ジェーン・トービル and クリストファー・ディーン イギリス (GBR)       |
| 1998 長野               | パーシャ・グリシュク and エフゲニー・プラトフ ロシア (RUS)             | アンジェリカ・クリロワ and オレグ・オフシアンニコフ ロシア (RUS)                 | マリナ・アニシナ and グウェンダル・ペーゼラ フランス (FRA)           |
| 2002 ソルトレイクシティ | マリナ・アニシナ and グウェンダル・ペーゼラ フランス (FRA)             | イリーナ・ロバチェワ and イリヤ・アベルブフ ロシア (RUS)                         | バーバラ・フーザル＝ポリ and マウリツィオ・マルガリオ イタリア (ITA) |
| 2006 トリノ             | タチアナ・ナフカ and ロマン・コストマロフ ロシア (RUS)                 | タニス・ベルビン and ベンジャミン・アゴスト アメリカ合衆国 (USA)                 | エレーナ・グルシナ and ルスラン・ゴンチャロフ ウクライナ (UKR)       |
| 2010 バンクーバー       | テッサ・ヴァーチュ and スコット・モイア カナダ (CAN)                   | メリル・デイヴィス and チャーリー・ホワイト アメリカ合衆国 (USA)                 | オクサナ・ドムニナ and マキシム・シャバリン ロシア (RUS)             |
| 2014 ソチ               | メリル・デイヴィス and チャーリー・ホワイト アメリカ合衆国 (USA)       | テッサ・ヴァーチュ and スコット・モイア カナダ (CAN)                             | エレーナ・イリニフ and ニキータ・カツァラポフ ロシア (RUS)           |
| 2018 平昌               | テッサ・ヴァーチュ and スコット・モイア カナダ (CAN)                   | ガブリエラ・パパダキス and ギヨーム・シゼロン フランス (FRA)                     | マイア・シブタニ and アレックス・シブタニ アメリカ合衆国 (USA)       |
| 2022 北京               | ガブリエラ・パパダキス and ギヨーム・シゼロン フランス (FRA)           | ビクトリア・シニツィナ and ニキータ・カツァラポフ ロシアオリンピック委員会 (ROC) | マディソン・ハベル and ザカリー・ダナヒュー アメリカ合衆国 (USA)     |

## 団体戦
| 大会名    | 金 | 銀 | 銅                                                           |
| --------- | --- | --- | ------------------------------------------------------------ |
| 2014 ソチ | ロシア (RUS)                                                                                           | カナダ (CAN)                                                                                           | アメリカ合衆国 (USA)                                         |
| 2014 ソチ | 男子シングル： エフゲニー・プルシェンコ                                                                | 男子シングル： パトリック・チャン ケヴィン・レイノルズ                                                 | 男子シングル： ジェレミー・アボット ジェイソン・ブラウン     |
| 2014 ソチ | 女子シングル： ユリア・リプニツカヤ                                                                    | 女子シングル： ケイトリン・オズモンド                                                                  | 女子シングル： アシュリー・ワグナー グレイシー・ゴールド     |
| 2014 ソチ | ペア： タチアナ・ボロソジャル マキシム・トランコフ クセニヤ・ストルボワ ヒョードル・クリモフ           | ペア： メーガン・デュハメル エリック・ラドフォード カーステン・ムーア＝タワーズ ディラン・モスコビッチ | ペア： マリッサ・キャステリ サイモン・シュナピア             |
| 2014 ソチ | アイスダンス： エカテリーナ・ボブロワ ドミトリー・ソロビエフ エレーナ・イリニフ ニキータ・カツァラポフ | アイスダンス： テッサ・ヴァーチュ スコット・モイア                                                     | アイスダンス： メリル・デイヴィス チャーリー・ホワイト       |
| 2018 平昌 | カナダ (CAN)                                                                                           | ロシアからのオリンピック選手 (OAR)                                                                     | アメリカ合衆国 (USA)                                         |
| 2018 平昌 | 男子シングル： パトリック・チャン                                                                      | 男子シングル： ミハイル・コリヤダ                                                                      | 男子シングル： ネイサン・チェン アダム・リッポン             |
| 2018 平昌 | 女子シングル： ケイトリン・オズモンド ガブリエル・デールマン                                           | 女子シングル： エフゲニア・メドベージェワ アリーナ・ザギトワ                                           | 女子シングル： ブラディー・テネル 長洲未来                   |
| 2018 平昌 | ペア： メーガン・デュハメル エリック・ラドフォード                                                     | ペア： エフゲーニヤ・タラソワ ウラジミール・モロゾフ ナタリア・ザビアコ アレクサンドル・エンベルト     | ペア： アレクサ・シメカ・クニエリム クリス・クニエリム       |
| 2018 平昌 | アイスダンス： テッサ・ヴァーチュ スコット・モイア                                                     | アイスダンス： エカテリーナ・ボブロワ ドミトリー・ソロビエフ                                           | アイスダンス： マイア・シブタニ アレックス・シブタニ         |
| 2022 北京 | アメリカ合衆国 (USA)                                                                                   | 日本 (JPN)                                                                                             | ROC (ROC)                                                    |
| 2022 北京 | 男子シングル： ネイサン・チェン ヴィンセント・ジョウ                                                   | 男子シングル： 宇野昌磨 鍵山優真                                                                       | 男子シングル： マルク・コンドラチュク                        |
| 2022 北京 | 女子シングル： カレン・チェン                                                                          | 女子シングル： 樋口新葉 坂本花織                                                                       | 女子シングル： -                                             |
| 2022 北京 | ペア： アレクサ・クニエリム ブランドン・フレージャー                                                   | ペア： 三浦璃来 木原龍一                                                                               | ペア： アナスタシヤ・ミーシナ アレクサンドル・ガリャモフ     |
| 2022 北京 | アイスダンス： マディソン・ハベル ザカリー・ダナヒュー マディソン・チョック エヴァン・ベイツ           | アイスダンス： 小松原美里 小松原尊                                                                     | アイスダンス： ビクトリア・シニツィナ ニキータ・カツァラポフ |